# Alte Maße und Gewichte (China)
Die Alten Maße und Gewichte Chinas (chinesisch 中國傳統度量衡 / 中国传统度量衡, Pinyin Zhōngguó Chuántǒng Dùliànghéng – „Traditionelle Maße und Gewichte Chinas“) befindet sich parallel zum Internationalen Einheitensystem im modernen China auch noch in Gebrauch. Der Standard des Einheitensystems aus der Kaiserzeit Chinas wird Shìzhì (市制), auch Shìyòngzhì (市用制), also „Marktstandard“, selten „Stadtstandard“, genannt und wurde am Anfang des 20. Jahrhunderts in Abhängigkeit von den entsprechenden SI-Einheiten neu definiert und benutzt. Seither überwiegend dezimale Faktoren, wo vormals neben dezimale Faktoren teilweise auch hexadezimale Faktoren üblich waren. Das reformierte „Shizhi-System“ (Marktstandard-System) aus dem 25. Juni 1959 wurde bis 1990 offiziell anerkannt und genutzt. Heute nutzt beispielsweise noch vereinzelt alte traditionelle Gewerbe des Handwerks das „Shizhi-System“.
In Hongkong bzw. Macau wird aufgrund der kolonialen Geschichte noch den alten „unreformierten“ Marktstandard („Shizhi-System“, teilweise Faktor 16) neben dem internationalen SI-System und dem „englischen System“ (englisch Imperial Unit System) im Alltag genutzt. Während in Taiwan das eigene Taiwan-System (臺制 / 台制) neben dem SI-System genutzt wird. Die Vorsilbe (Präfix) shì– 市, also „Markt-“ bzw. „Stadt-“, wird benutzt, um sich mit dem gleichnamigen SI-Einheiten zu unterscheiden, denen gegebenenfalls das Präfix 公,  gōng – „Allgemein-“ vorangestellt werden kann. Die kleinen Einheiten Lí (Li2) – 釐 / 厘 und Fēn (Fen1) – 分 haben denselben Namen für Länge, Fläche und Masse. Die große Einheit Dàn (Dan4) – 石 a für Fläche und Dàn (Dan4) – 擔 / 担 für Masse und Volumen haben denselben Namen.
Das japanische Shakkanhô ist eine aus dem alten China übernommene und an die japanische Kultur angepasstes Maßsystem und daher miteinander verwandt.
Anmerkung

## Länge
| Einheit | Langz. | Kurzz. | Pinyin | Größe    | Altern.   | Metrisch | Altern.   | Bemerkung          |
| ------- | ------ | ------ | ------ | -------- | --------- | -------- | --------- | ------------------ |
| 1 Hu    | 忽     | 忽     | hū     | –        | –         | 1⁄3 µm   | ≈ 333 nm  | –                  |
| 1 Si    | 絲     | 丝     | sī     | 10 Hu    | –         | 1⁄300 mm | ≈ 3,33 µm | –                  |
| 1 Hao   | 毫     | 毫     | háo    | 10 Si    | 100 Hu    | 1⁄30 mm  | ≈ 33,3 µm | –                  |
| 1 Li b  | 釐     | 厘     | lí     | 10 Hao   | 100 Si    | 1⁄3 mm   | ≈ 333 µm  | –                  |
| 1 Fen   | 分     | 分     | fēn    | 10 Li    | 100 Hao   | 1⁄300 m  | ≈ 3,33 mm | –                  |
| 1 Cun   | 寸     | 寸     | cùn    | 10 Fen   | 100 Li    | 1⁄30 m   | ≈ 33,3 mm | vgl. Zoll          |
| 1 Chi b | 尺     | 尺     | chǐ    | 10 Cun   | 100 Fen   | 1⁄3 m    | ≈ 333 mm  | vgl. Fuß           |
| 1 Bu    | 步     | 步     | bù     | 5 Chi    | 50 Cun    | 10⁄6 m   | ≈ 1,67 m  | vgl. Doppelschritt |
| 1 Zhang | 丈     | 丈     | zhàng  | 2 Bu     | 10 Chi    | 10⁄3 m   | ≈ 3,33 m  | –                  |
| 1 Yin   | 引     | 引     | yǐn    | 10 Zhang | 100 Chi   | 100⁄3 m  | ≈ 33,3 m  | –                  |
| 1 Li c  | 里     | 里     | lǐ     | 15 Yin   | 150 Zhang | 500 m    | 1⁄2 km    | chin. Meile        |

Anmerkung
Trivia
In Kanton gab es vier verschiedene Fuß-Maße (尺,  chǐ).
- Fuß des mathematischen Tribunals = 13,125 Zoll (engl.) = 0,3333 Meter
- Baufuß (Congpu) = 12,7 Zoll (engl.) = 0,3228 Meter
- Schneider- oder Kaufmannsfuß = 13,33 Zoll (engl.) = 0,3383 Meter
- Ingenieurfuß = 12,65 Zoll (engl.) = 0,3211 Meter

## Fläche

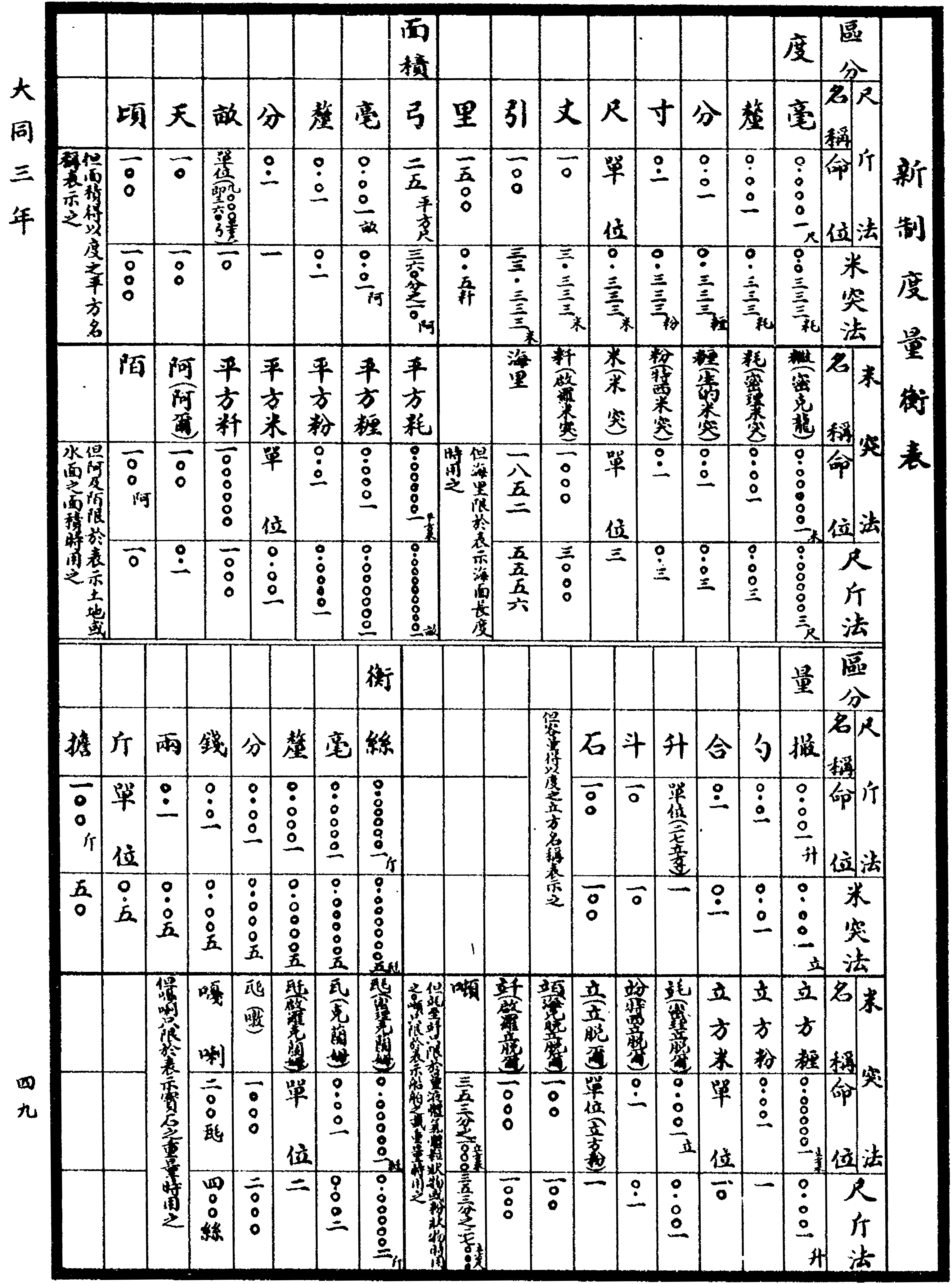
Maß- und Gewichtstabelle – Seite 49 der Mandschukuo-Verfassung 1934, 2014

| Einheit  | Langz. | Kurzz. | Pinyin    | Größe    | Altern.     | Metrisch  | Altern.     | Bemerkung             |
| -------- | ------ | ------ | --------- | -------- | ----------- | --------- | ----------- | --------------------- |
| 1 Cun²   | 方寸   | 方寸   | fāngcùn   | –        | –           | 1⁄900 m²  | ≈ 11,11 cm² | –                     |
| 1 Chi²   | 方尺   | 方尺   | fāngchǐ   | 100 Cun² | –           | 1⁄9 m²    | ≈ 11,11 dm² | –                     |
| 1 Zhang² | 方丈   | 方丈   | fāngzhàng | 100 Chi² | 10.000 Cun² | 100⁄9 m²  | ≈ 11,11 m²  | –                     |
|          |        |        |           |          |             |           |             |                       |
| 1 Hao    | 毫     | 毫     | háo       | 6 Chi²   | –           | 2⁄3 m²    | ≈ 6,67 dm²  | –                     |
| 1 Li b   | 釐     | 厘     | lí        | 10 Hao   | 60 Chi²     | 20⁄3 m²   | ≈ 6,67 m²   | –                     |
| 1 Fen    | 分     | 分     | fēn       | 10 Li    | 100 Hao     | 200⁄3 m²  | ≈ 66,67 m²  | –                     |
| 1 Mu     | 畝     | 亩     | mǔ        | 10 Fen   | 60 Zhang²   | 1⁄15 ha   | ≈ 667 m²    | bzw. 6,67 a           |
| 1 Dan c  | 石     | 石     | dàn       | 10 Mu    | 100 Fen     | 10⁄15 ha  | ≈ 6667 m²   | bzw. 66,7 a, vgl. Tan |
| 1 Qing   | 頃     | 顷     | qǐng      | 100 Mu   | 10 Dan      | 100⁄15 ha | ≈ 66667 m²  | bzw. 6,67 ha          |

Anmerkung
Das Präfix 方, fāng (fang1) ‚Quadrat-‘ wird benutzt, um eine Flächeneinheiten auszudrücken. Der heute üblichere Präfix 平方, píngfāng ‚Quadrat-‘ ist äquivalent zum Präfix 方, fāng ‚Quadrat-‘.

## Gewicht

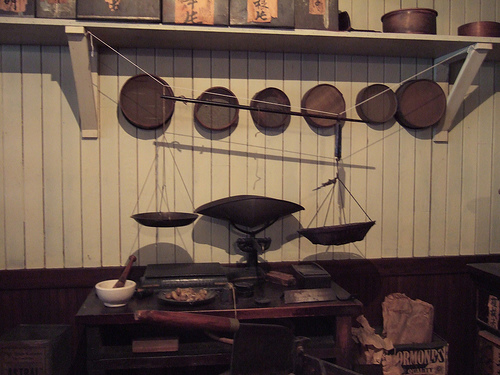
Traditionelle chinesische Instrumente zur Gewichtsmessung (verschiedene Waage etc.), 2007

| Einheit | Langz. | Kurzz. | Pinyin | Größe    | Altern.    | Metrisch | Altern. | Bemerkung           |
| ------- | ------ | ------ | ------ | -------- | ---------- | -------- | ------- | ------------------- |
| 1 Hu    | 忽     | 忽     | hū     | –        | –          | 50 µg    | –       | –                   |
| 1 Si    | 絲     | 丝     | sī     | 10 Hu    | –          | 500 µg   | –       | –                   |
| 1 Hao   | 毫     | 毫     | háo    | 10 Si    | 100 Hu     | 5 mg     | 5000 µg | –                   |
| 1 Li b  | 釐     | 厘     | lí     | 10 Hao   | 100 Si     | 50 mg    | –       | vgl. Unze           |
| 1 Fen   | 分     | 分     | fēn    | 10 Li    | 100 Hao    | 500 mg   | 1⁄2 g   | –                   |
| 1 Qian  | 錢     | 钱     | qián   | 10 Fen   | 100 Li     | 5 g      | 5000 mg | vgl. Monme          |
| 1 Liang | 兩     | 两     | liǎng  | 10 Qian  | 100 Fen    | 50 g     | –       | vgl. Tael           |
| 1 Jin   | 斤     | 斤     | jīn    | 10 Liang | 100 Qian   | 500 g    | 1⁄2 kg  | vgl. Kätti, Pfund   |
| 1 Dan d | 擔     | 担     | dàn    | 100 Jin  | 1000 Liang | 50 kg    | 1 Ztr.  | vgl. Pecul, Zentner |

Anmerkung:
Diese Einheiten waren besonders im Edelmetall- und Währungsbereich verbreitet.

## Volumen

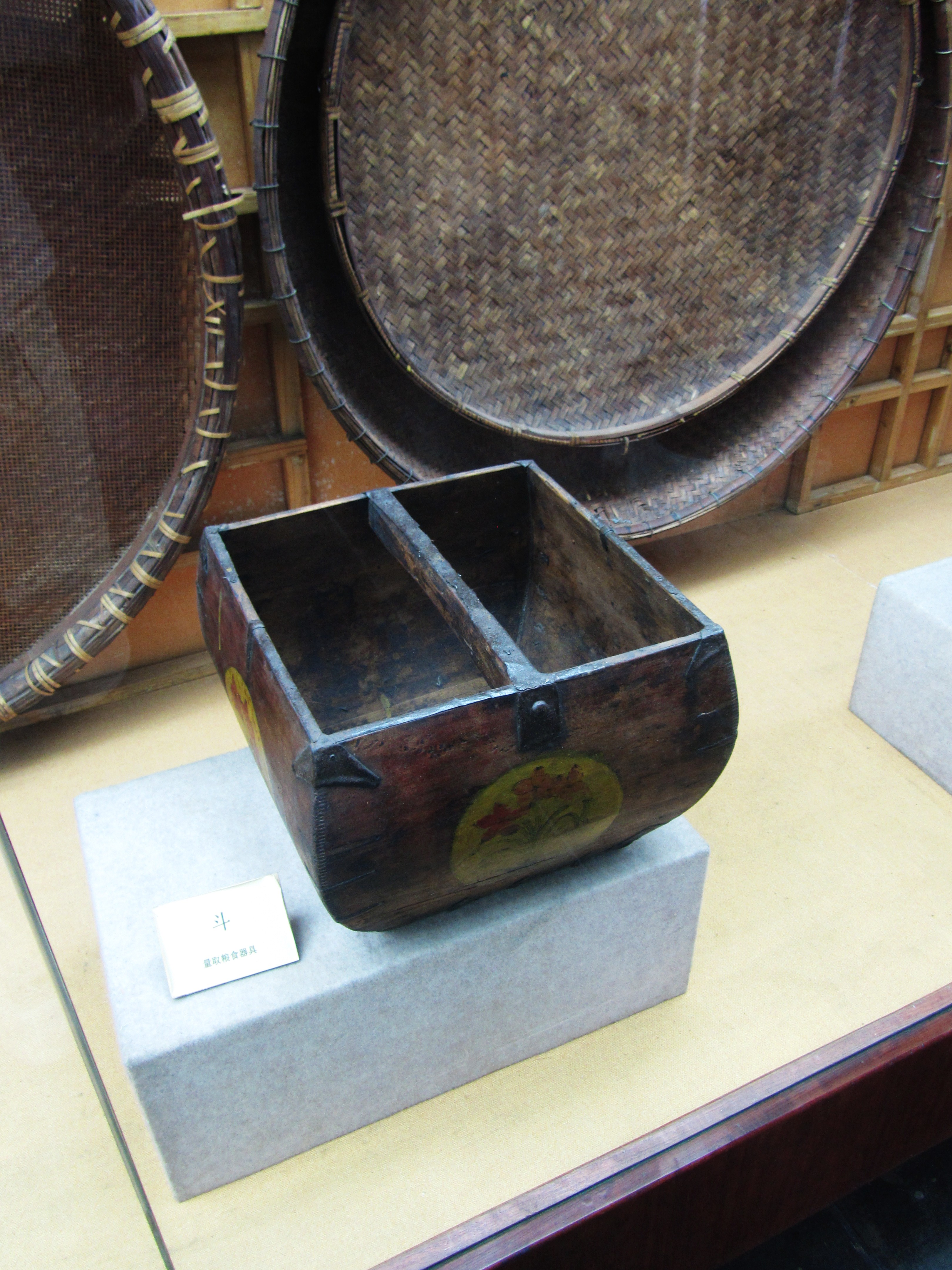
Ein historisches Dou-Maß (meist für Getreide), 2012

| Einheit | Langz. | Kurzz. | Pinyin | Größe    | Altern.   | Metrisch | Altern. | Bemerkung   |
| ------- | ------ | ------ | ------ | -------- | --------- | -------- | ------- | ----------- |
| 1 Cuo   | 撮     | 撮     | cuō    | –        | –         | 1 ml     | 1 cm³   | –           |
| 1 Shao  | 勺     | 勺     | sháo   | 10 Cuo   | –         | 10 ml    | –       | –           |
| 1 Ge    | 合     | 合     | gě     | 10 Shao  | 100 Cuo   | 100 ml   | –       | –           |
| 1 Sheng | 升     | 升     | shēng  | 10 Ge    | 100 Shao  | 1 l      | 1 dm³   | –           |
| 1 Dou   | 斗     | 斗     | dòu    | 10 Sheng | 100 Ge    | 10 l     | –       | –           |
| 1 Dan e | 石     | 石     | dàn    | 10 Dou   | 100 Sheng | 100 l    | 1 hl    | bzw. 0,1 m³ |

Anmerkung:
Es wird als Trockenmaß für Getreide verwendet.

## Zeit
| Einheit  | Langz. | Kurzz. | Pinyin   | Größe      | Altern.     | Metrisch | Altern. | Bemerkung           |
| -------- | ------ | ------ | -------- | ---------- | ----------- | -------- | ------- | ------------------- |
| ke       | 刻     | 刻     | kè       | –          | 1⁄4 shichen | 30 min   | 1800 s  | 1 ke (heute 15 min) |
| shichen  | 時辰   | 时辰   | shíchén  | 4 ke       | –           | 2 h      | 7200 s  | –                   |
| ri, tian | 日/天  | 日/天  | rì, tiān | 12 shichen | 48 ke       | 24 h     | 86400 s | –                   |

Anmerkung:
Vgl. 12-Stunden-Zählung nach Erdzweige – auch chinesische 12-Stundenzählung genannt, z. B. 子時 / 子时,  zǐshí – „(Doppel-)Stunde Eins“ = 23–1 h, 丑時 / 丑时,  chǒushí – „(Doppel-)Stunde Zwei“ = 1–3 h;
Vgl. 24-Stunden-Zählung – auch astronomische Stundenzählung genannt.